# Киндлебен, Христиан Вильгельм
Христиан Вильгельм Киндлебен (также Киндлебн, псевдонимы Михаэль Брефобиус, Флоридо; 4 октября 1748, Берлин — 1785, Йена) — немецкий теолог, писатель, публицист, собиратель студенческих песен и баек в Германии.

## Биография
Происходил из обедневшей семьи. При финансовой поддержке благотворителя смог пройти курс обучения в Галле. Изучал теологию. После этого занимал различные места учителя и священника, одновременно занимаясь литературным творчеством и работой издателя. В 1778 году работал помощником Иоганна Бернхарда Базедова в Дессау в школе Philanthropinum. В 1779 году получил учёную степень в Виттенбергском университете и поступил в Университет Галле в должности доцента, однако в 1781 году был уволен. Последние годы жил в Берлине, Лейпциге и Дрездене как свободный писатель.

## Произведения
- Studentenlieder: Aus den hinterlassenen Papieren eines unglücklichen Philosophen Florido genannt, Halle (Saale) 1781
- Studenten-Lexicon: aus den hinterlassenen Papieren eines unglücklichen Philosophen Florido genannt, Halle (Saale) 1781 mehrere Auflagen
- Über die Non-Existenz des Teufels, Berlin 1776
- Der Teufeleien des 18. Jahrhunderts letzter Act, Leipzig 1779
- Vermischte Gedichte, Berlin-Leipzig 1779
- Geistliche Gedichte und Lieder, ohne Ortsangabe 1781
- Die allerneueste deutsche Orthographie des 18. Jahrhundert, Frankfurt/Main-Leipzig 1779
- Leben u. Abentheuer des Küsters zu Kummersdorf Willibald Schluterius. Halle 1779
- Ueber den Ursprung der Perücken. Berlin 1779
- Matthias Lukretius, sonst Votius genannt; oder Geschichte eines verunglückten und metamorphisierten Kandidaten. 2 Teile, Halle 1780
- Emanuel Hartensteins eines peregrinierenden Weltbürgers Reise von Berlin über Rostock nach Dresden, Halle 1780
- Florido oder Geschichte eines unglücklichen Philosophen, Halle 1781
- Moralische Fragmente zur Kenntniß des Menschen, in Briefen. Ohne Ort 1782
- Zeitverkürzende Unterhaltungen aus Joseph II. … Leben, ohne Ort 1782
- Der gehörnte Siegfried, ein Volksroman. 2 Teile, ohne Ort 1783